# 奈良漬

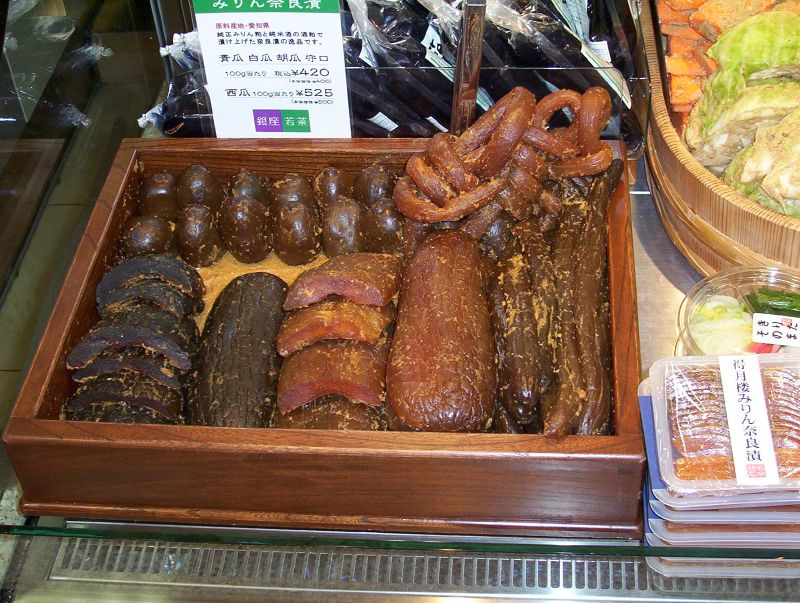
奈良漬

奈良漬（ならづけ），是日本奈良風味的醃菜，將酒糟混入冬瓜、黃瓜、西瓜、生薑等食材中，醃製年期由3年到13年不等，年分越久遠的顏色越深，由淺咖啡續漸改變為深咖啡乃至深黑色，吃蒲燒鰻魚時佐以奈良漬有助化解鰻魚油膩的感覺。